# حويصلة غمدية

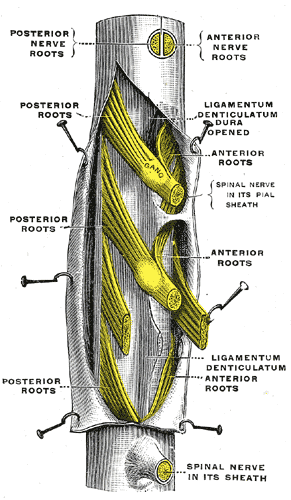

الحويصلة الغمدية (بالإنجليزية: thecal sac)‏ هي أحد أغشية الأم الجافية التي تحيط بالحبل الشوكي وبذنب الفرس (بالإنجليزية: cauda equina)‏. وهذه الحويصلة مملوءة بالسائل الدماغي الشوكي.

## روابط خارجية
- Lumbar anatomy at ChiroGeek.com